# Класификација птица
Класа птице (Aves) дели се на две поткласе:
1. поткласа: праптице или изумрле птице
2. поткласа: данашње птице

Данашње птице се, према начину кретања деле на два надреда:
ред казуари - 
ред киви - 
ред нојеви - 
ред нандуи - 
ред тинамуи - 
2. надред птице летачице (Neognathae, Carinatae) коме припадају следећи редови и породице:
ред аподиформес (Apodiformes)
породица колибри
породица чиопе, пиштаре
ред бурњаци - 
ред гњурци - 
ред голубови
ред грабљивице - 
породица амерички стрвинари, кондори (Catharidae)
породица јастребови (Accipitridae)
породица орлови
породица соколови (Falconidae)
породица стрвинари, крагуљи (Aegypiidae)
ред детлићи
ред дропље
ред ждралови
ред кокоши - 
породица праве коке (Phasianidae)
породица тетреби (Tetraonidae)
породица ћурке (Meleagridae)
ред несити - 
ред крешталице, викачице (Coraciiformes)
породица водомари (Alcedinidae)
породица кљунорози (Bucerotidae)
породица модровране (Coraciidae)
породица пупавци (Upididae)
породица пчеларице (Meropidae)
ред кукавице (Cuculiformes)
ред папагаји
ред пингвини - 
ред пловуше, гушчарице Anseriformes (Lamellirosteres)
породица гуске (Anseridae)
породица лабудови (Cygnidae)
породица пловке (Anatidae)
ред помракуше - 
ред птице певачице, врапчије птице
породица бргљези (Sittidae)
породица водени косови (Cinclidae)
породица врапци (Passeridae)
породица вране (Corvidae)
породица вуге (Oriolidae)
породица грмуше (Sylviidae)
породица дроздови (Turdidae)
породица зебе (Fringillidae)
породица краљићи (птице) (Regulidae)
породица ласте (Hirundinidae)
породица мухарице (Muscicapidae)
породица плиске (Motacillidae)
породица пузићи (Certhiidae)
породица рајске птице, рајчице (Paradiseidae)
породица свилорепе, кугаре (Bombycillidae)
породица сврачци (Laniidae)
породица сенице (Paridae)
породица царићи (Troglodytidae)
породица чворци (Sturnidae)
породица шеве (Alaudidae)
ред сове (Strigiformes)
ред шљуке, вивичаре (Charadriiformes) 
породица галебови
породица њорке (Alcidae)
породица шљуке
ред штакаре (Ciconiiformes)
породица ибиси (Ibidae)
породица роде (Ciconiidae)
породица фламингоси, пламенци (Phoenicopteridae)
породица чапље